# Georg Drescher
Georg Drescher (Magonza, 17 marzo 1870 – Vienna, 23 ottobre 1939) è stato un pistard tedesco.
Partecipò ai Giochi della II Olimpiade che si svolsero a Parigi nel 1900. Prese parte alla gara di velocità, dove fu eliminato al primo turno.